# لیگ برتر فوتبال زنان ایران ۰۴–۱۴۰۳
لیگ برتر فوتبال زنان ایران ۰۴–۱۴۰۳ هفدهمین دوره مسابقات لیگ کوثر فوتبال ایران و بالاترین سطح مسابقات باشگاهی فوتبال زنان در ایران است. این دوره از مسابقات با قهرمانی بدون شکست خاتون بم به پایان رسید.

## مرور فصل
باشگاه شهرداری سیرجان که پیشتر قهرمان لیگ نیز شده بود، در این فصل با نام گل‌گهر سیرجان در رقابت‌ها حاضر بود.
در هفته هفتم این رقابت‌ها، مراسم یادبودی برای فوتبالیست فقید تیم ملی فوتبال زنان ایران و خاتون بم، ملیکا محمدی که سال پیش در پی یک سانحه رانندگی درگذشته بود، برگزار شد.
آوا در این فصل ، تنها نماینده‌ی تهران در لیگ برتر و با میانگین سنی ۱۶ سال، جوان‌ترین تیم لیگ برتر ایران بود.

## قرعه‌کشی مسابقات
قرعه‌کشی این دوره از مسابقات، ۸ مهرماه ۱۴۰۳ برگزار شد.

ده تیم در این دوره از مسابقات شرکت خواهند کرد. خاتون بم، پیکان تهران، فولاد مبارکه سپاهان اصفهان، گل‌گهر سیرجان، ستارگان سلیمی تنگستان، ملوان بندرانزلی، طلایی‌طاران البرز، تام اصفهان، ایستا کردستان و پالایش‌گاز ایلام این ده تیم هستند که در قرعه‌کشی شرکت کردند.
براساس گزارش‌ها، تیم آوا تهران که در فصل پیش با قرارگرفتن در رتبه نهم، به لیگ یک سقوط کرده بود، با توجه به انصراف پیکان، جایگزین این تیم شد.

براساس قرعه‌کشی صورت گرفته، دربی کرمان در هفته چهارم و دربی اصفهان در هفته پنجم برگزار شد.

## جدول رده‌بندی
| رتبه | تیم              | بازی | برد | مساوی | باخت | گل زده | گل خورده | گل تفاضل | امتیاز |
| ---- | ---------------- | ---- | --- | ----- | ---- | ------ | -------- | -------- | ------ |
| ۱    | خاتون بم         | ۱۸   | ۱۷  | ۱     | ۰    | ۶۹     | ۶        | ۶۳+      | ۵۲     |
| ۲    | سپاهان اصفهان    | ۱۸   | ۱۵  | ۱     | ۲    | ۳۲     | ۵        | ۲۷+      | ۴۶     |
| ۳    | گل‌گهر سیرجان     | ۱۸   | ۱۰  | ۵     | ۳    | ۴۱     | ۱۳       | ۲۸+      | ۳۵     |
| ۴    | ایستا کردستان    | ۱۸   | ۹   | ۵     | ۴    | ۴۵     | ۲۳       | ۲۲+      | ۳۲     |
| ۵    | ملوان بندرانزلی  | ۱۸   | ۷   | ۲     | ۹    | ۱۹     | ۲۶       | ۷−       | ۲۳     |
| ۶    | طلایی‌طاران البرز | ۱۸   | ۷   | ۲     | ۹    | ۲۲     | ۳۰       | ۸−       | ۲۳     |
| ۷    | تام اصفهان       | ۱۸   | ۶   | ۴     | ۸    | ۲۱     | ۳۳       | ۱۲−      | ۲۲     |
| ۸    | پالایش‌گاز ایلام  | ۱۸   | ۳   | ۵     | ۱۰   | ۱۳     | ۳۰       | ۱۷−      | ۱۴     |
| ۹    | آوا تهران        | ۱۸   | ۳   | ۱     | ۱۴   | ۱۱     | ۳۹       | ۲۸−      | ۱۰     |
| ۱۰   | ستارگان تنگستان  | ۱۸   | ۰   | ۰     | ۱۸   | ۳      | ۷۱       | ۶۸−      | ۰      |

### دور رفت بازی‌ها

#### هفته اول
| میزبان                | نتیجه | مهمان            |
| --------------------- | ----- | ---------------- |
| خاتون بم              | ۰-۳   | آوا تهران        |
| ف.م.سپاهان اصفهان     | ۰-۱   | گل‌گهر سیرجان     |
| ستارگان سلیمی تنگستان | ۳-۰   | ملوان بندر انزلی |
| طلایی‌طاران البرز      | ۱-۰   | تام اصفهان       |
| ایستا کردستان         | ۱-۶   | پالایش گاز ایلام |

| جمعه ۲۷ مهر ۱۴۰۳ | سپاهان اصفهان    | ۰-۱   | گل‌گهر سیرجان | ورزشگاه قدس اصفهان |
| ۱۱:۰۰            | روژین تمریان ۱۴' | گزارش |              | داور: فاطمه نصیری  |

| انضباطی | نماینده بوشهر | ۳-۰   | ملوان بندرانزلی |  |
|         |               | گزارش |                 |  |

| جمعه ۲۷ مهر ۱۴۰۳ | ایستا کردستان                                                     | ۱-۶   | پالایش‌گاز ایلام | وزشگاه ۲۲ گلان سنندج |
| ۱۱:۰۰            | موری ۱۰' ۲۴' · فاطمه شبان ۱۹' ۸۴' · مخدومی ۵۶' · فهیمه ارزانی ۸۴' | گزارش | ۶۶' حاتم‌نژاد    | داور: الهه سینکائی   |

| فنی | خاتون بم | ۰-۳ | آوا تهران |  |

| جمعه ۲۷ مهر ۱۴۰۳ | طلایی‌طاران البرز | ۱-۰   | تام اصفهان  | ورزشگاه انقلاب کرج |
| ۱۱:۰۰            |                  | گزارش | ۳۰'اسماعیلی | داور: مائده جعفری  |

#### هفته دوم
| میزبان           | نتیجه | مهمان            |
| ---------------- | ----- | ---------------- |
| تام اصفهان       | ۵-۰   | خاتون بم         |
| پالایش گاز ایلام | ۰-۳   | نماینده بوشهر    |
| ملوان بندرانزلی  | ۳-۰   | سپاهان اصفهان    |
| گل‌گهر سیرجان     | ۰-۳   | طلایی‌طاران البرز |
| آوا تهران        | ۷-۱   | ایستا کردستان    |

| جمعه ۴ آبان ۱۴۰۳ | گل‌گهر سیرجان            | ۰-۳   | طلایی‌طاران البرز |                  |
| ۱۵:۰۰            | بساط‌شیر · بهشت · چترنور | گزارش |                  | داور: زهرا رئیسی |

| جمعه ۴ آبان ۱۴۰۳ | تام اصفهان | ۵-۰   | خاتون بم                                        |                    |
| ۱۵:۰۰            |            | گزارش | ۱۹' ۳۶'دیدار · ۲۲' ۸۹' حمودی · ۷۹' طاهره پیروزی | داور: الهه سینکایی |

| جمعه ۴ آبان ۱۴۰۳ | آوا تهران   | ۷-۱   | ایستا کردستان        |                   |
| ۱۵:۰۰            | فاطمه رضایی | گزارش | موری · مخدومی · شبان | داور: سلاله جوادی |

| جمعه ۴ آبان ۱۴۰۳ | ملوان بندرانزلی | ۳-۰   | سپاهان اصفهان                              |                   |
| ۱۵:۰۰            |                 | گزارش | ۳۸' (پنالتی) علیزاده · دباغی · ۴۹' نیکخواه | داور: مائده جعفری |

| جمعه ۴ آبان ۱۴۰۳ | پالایش گاز ایلام                      | ۰-۳   | نماینده بوشهر |                    |
| ۱۵:۰۰            | حاتم‌نژاد · روناک جعفرزاده · سمیه فیضی | گزارش |               | داور: زهره اسکندری |

#### هفته سوم
| میزبان          | نتیجه | مهمان            |
| --------------- | ----- | ---------------- |
| سپاهان اصفهان   | ۰-۱   | پالایش گاز ایلام |
| نماینده بوشهر   | ۲-۱   | آوا تهران        |
| ملوان بندرانزلی | ۲-۰   | گل‌گهر سیرجان     |
| خاتون بم        | ۰-۷   | طلایی‌طاران البرز |
| ایستا کردستان   | ۱-۱   | تام اصفهان       |

| جمعه ۱۱ آبان ۱۴۰۳ | سپاهان اصفهان | ۰-۱   | پالایش گاز ایلام | ورزشگاه قدس، اصفهان |
| ۱۵:۰۰             | علیزاده ۵۰'   | گزارش |                  | داور: زهرا رئیسی    |

| جمعه ۱۱ آبان ۱۴۰۳ | نماینده بوشهر | ۲-۱   | آوا تهران                | ورزشگاه بهشتی، بوشهر |
| ۱۶:۳۰             | مریم اباذری   | گزارش | سمانه قمری · فاطمه رضایی | داور: مائده جعفری    |

| جمعه ۱۱ آبان ۱۴۰۳ | ملوان بندرانزلی | ۲-۰   | گل‌گهر سیرجان                                          | ورزشگاه سردار جنگل، رشت |
| ۱۴:۴۵             |                 | گزارش | '۱۱ مونا ثریابین · افسانه چترنور · ۹۰+۲' رقیه جلال‌نسب | داور: زهرا غیاثوند      |

| جمعه ۱۱ آبان ۱۴۰۳ | خاتون بم             | ۰-۷   | طلایی‌طاران البرز | استادیوم فجر، بم   |
| ۱۴:۴۵             | قنبری · دیدار · زندی | گزارش |                  | داور: درنا قهرمانی |

| جمعه ۱۱ آبان ۱۴۰۳ | ایستا کردستان | ۱-۱   | تام اصفهان      | ورزشگاه استقلال، سنندج |
| ۱۵:۰۰             | موری ۶۸'      | گزارش | ۴۵' ریحانه کردی | داور: وجیهه رأفتی      |

#### هفته چهارم
| میزبان           | نتیجه | مهمان           |
| ---------------- | ----- | --------------- |
| آوا تهران        | ۲-۰   | سپاهان اصفهان   |
| گل‌گهر سیرجان     | ۱-۱   | خاتون بم        |
| تام اصفهان       | ۰-۲   | نماینده بوشهر   |
| پالایش گاز ایلام | ۰-۰   | ملوان بندرانزلی |
| طلایی‌طاران البرز | ۱-۲   | ایستا کردستان   |

| جمعه ۱۴۰۳/۰۸/۱۷ | آوا تهران | ۲-۰   | سپاهان اصفهان          | ورزشگاه کارگران، تهران |
| ساعت ۱۴:۴۵      |           | گزارش | ۳۱' فرهمند · ۴۶' دباغی | داور: زهره اسکندری     |

| جمعه ۱۴۰۳/۰۸/۱۷ | گل‌گهر سیرجان | ۱-۱   | خاتون بم  | ورزشگاه امام علی، سیرجان |
| ساعت ۱۴:۴۵      | چترنور ۲+۴۵' | گزارش | ۵۱' قنبری | داور: مائده جعفری        |

| جمعه ۱۴۰۳/۰۸/۱۷ | تام اصفهان                  | ۰-۲   | نماینده بوشهر | ورزشگاه سیمان، اصفهان |
| ساعت ۱۴:۴۵      | ظهرابی‌نیا · هانیه علیمردانی | گزارش |               | داور: سحر بی‌باک       |

| جمعه ۱۴۰۳/۰۸/۱۷ | پالایش گاز ایلام | ۰-۰   | ملوان بندرانزلی | ورزشگاه عدالت،ایلام |
| ساعت ۱۴:۴۵      |                  | گزارش |                 | داور: الهه سینکایی  |

| جمعه ۱۴۰۳/۰۸/۱۷ | طلایی‌طاران البرز        | ۱-۲   | ایستا کردستان | ورزشگاه انقلاب،کرج |
| ساعت ۱۴:۴۵      | سمیه خرمی · فاطمه رضایی | گزارش | فاطمه شبان    | داور: غزاله عاطفی  |

#### هفته پنجم
| میزبان          | نتیجه | مهمان            |
| --------------- | ----- | ---------------- |
| سپاهان اصفهان   | ۰-۱   | تام اصفهان       |
| گل‌گهر سیرجان    | ۰-۲   | پالایش گاز ایلام |
| ملوان بندرانزلی | ۰-۱   | آوا تهران        |
| نماینده بوشهر   | ۲-۱   | طلایی‌طاران البرز |
| ایستا کردستان   | ۴-۰   | خاتون بم         |

| جمعه ۲۵ آبان ۱۴۰۳ | سپاهان اصفهان | ۰-۱   | تام اصفهان        | ورزشگاه قدس، اصفهان |
| ۱۴:۳۰             | متولی ۶۹'     | گزارش | '۷۳ هلاله عبدالهی | داور: الهه سینکایی  |

| جمعه ۲۵ آبان ۱۴۰۳ | گل‌گهر سیرجان | ۰-۲   | پالایش گاز ایلام | ورزشگاه امام علی، سیرجان |
| ۱۴:۳۰             | چترنور       | گزارش |                  | داور: درنا قهرمانی       |

| جمعه ۲۵ آبان ۱۴۰۳ | ملوان بندرانزلی       | ۰-۱   | آوا تهران | ورزشگاه سردار جنگل، رشت |
| ۱۴:۳۰             | نازنین‌زهرا منصور وارث | گزارش |           | داور: سلاله جوادی       |

| جمعه ۲۵ آبان ۱۴۰۳ | نماینده بوشهر | ۲-۱   | طلایی‌طاران البرز         | ورزشگاه استقلال، سنندج |
| ۱۴:۳۰             | معلم          | گزارش | صفورا جعفری · کیمیا کافی | داور: فاطمه نصیری      |

| جمعه ۲۵ آبان ۱۴۰۳ | ایستا کردستان | ۴-۰   | خاتون بم                                              | ورزشگاه بهشتی، بوشهر |
| ۱۵:۳۰             |               | گزارش | ۳۲' گراییلی · ۳۸' دیدار · ۷۰' حمودی · ۸۵' مریم دینی · | داور: سحر بی‌باک      |

#### هفته ششم
| میزبان           | نتیجه | مهمان            |
| ---------------- | ----- | ---------------- |
| آوا تهران        | ۱-۰   | پالایش گاز ایلام |
| خاتون بم         | ۰-۵   | نماینده بوشهر    |
| تام اصفهان       | ۳-۰   | ملوان بندرانزلی  |
| طلایی‌طاران البرز | ۲-۰   | سپاهان اصفهان    |
| ایستا کردستان    | ۱-۱   | گل‌گهر سیرجان     |

| پنجشنبه ۱ آذر ۱۴۰۳ | آوا تهران | ۱-۰              | پالایش گاز ایلام | ورزشگاه کارگران، تهران |
| ۱۴:۳۰              |           | فوتبالدخت ورزش ۳ | فاطمه یوسفی      | داور: سحر بی‌باک        |

| پنجشنبه ۱ آذر ۱۴۰۳ | خاتون بم                   | ۰-۵              | نماینده بوشهر | ورزشگاه فجر، بم   |
| ۱۴:۳۰              | زندی · گرائیلی · مریم دینی | فوتبالدخت ورزش ۳ |               | داور: غزاله عاطفی |

| پنجشنبه ۱ آذر ۱۴۰۳ | تام اصفهان | ۳-۰              | ملوان بندرانزلی          | ورزشگاه تختی اصفهان |
| ۱۴:۳۰              |            | فوتبالدخت ورزش ۳ | سبک‌تکین · رهیده · فرهادی | داور: فاطمه نصیری   |

| پنجشنبه ۱ آذر ۱۴۰۳ | طلایی‌طاران البرز | ۲-۰              | سپاهان اصفهان        | ورزشگاه انقلاب، کرج |
| ۱۴:۳۰              |                  | فوتبالدخت ورزش ۳ | دباغی · روژین تمریان | داور: وجیهه رأفتی   |

| پنجشنبه ۱ آذر ۱۴۰۳ | ایستا کردستان | ۱-۱              | گل‌گهر سیرجان | ورزشگاه استقلال، کردستان |
| ۱۴:۳۰              | روزبهان       | فوتبالدخت ورزش ۳ | بهشت         | داور: زهره اسکندری       |

#### هفته هفتم
| میزبان           | نتیجه | مهمان            |
| ---------------- | ----- | ---------------- |
| پالایش گاز ایلام | ۳-۰   | تام اصفهان       |
| سپاهان اصفهان    | ۲-۰   | خاتون بم         |
| گل‌گهر سیرجان     | ۰-۴   | آوا تهران        |
| ملوان بندرانزلی  | ۲-۲   | طلایی‌طاران البرز |
| نماینده بوشهر    | ۸-۰   | ایستا کردستان    |

| شنبه ۱۷ آذر ۱۴۰۳ | پالایش گاز ایلام | ۳-۰   | تام اصفهان | ورزشگاه عدالت، ایلام |
| ۱۴:۰۰            |                  | گزارش | اسماعیلی   | داور: مائده جعفری    |

| شنبه ۱۷ آذر ۱۴۰۳ | سپاهان اصفهان | ۲-۰   | خاتون بم | ورزشگاه قدس، اصفهان |
| ۱۴:۰۰            |               | گزارش | حمودی    | داور: فاطمه نصیری   |

| شنبه ۱۷ آذر ۱۴۰۳ | گل‌گهر سیرجان                        | ۰-۴   | آوا تهران | ورزشگاه امام علی، سیرجان |
| ۱۴:۰۰            | چترنور · بهشت · فروزنده · جلال‌نسب · | گزارش |           | داور: شبنم روان‌بد        |

| شنبه ۱۷ آذر ۱۴۰۳ | ملوان بندرانزلی    | ۲-۲   | طلایی طاران البرز       | ورزشگاه سردار جنگل، رشت |
| ۱۴:۰۰            | سبک‌تکین · معصومی · | گزارش | سمیه خرمی · نگین نقدی · | داور: سحر بی‌باک         |

| شنبه ۱۷ آذر ۱۴۰۳ | نماینده بوشهر | ۸-۰   | ایستا کردستان                                                               | ورزشگاه بهشتی، بوشهر |
| ۱۴:۰۰            |               | گزارش | موری · جلالی · محدثه ذلفی · فهمیه ارزانی · مخدومی · روزبهان · سمانه قاشیه · | داور: مینا کاظم‌پور   |

#### هفته هشتم
| میزبان           | نتیجه | مهمان            |
| ---------------- | ----- | ---------------- |
| تام اصفهان       | ۰-۳   | آوا تهران        |
| نماینده بوشهر    | ۱۱-۰  | گل‌گهر سیرجان     |
| خاتون بم         | ۰-۵   | ملوان بندرانزلی  |
| طلایی‌طاران البرز | ۰-۱   | پالایش گاز ایلام |
| ایستا کردستان    | ۱-۰   | سپاهان اصفهان    |

| شنبه ۲۴ آذر ۱۴۰۳ | تام اصفهان                       | ۰-۳ | آوا تهران | ورزشگاه تختی، اصفهان |
| ۱۴:۰۰            | سحر رمضانی · فیضی · الهه عباسی · |     |           | داور: زهرا رئیسی     |

| شنبه ۲۴ آذر ۱۴۰۳ | نماینده بوشهر | ۱۱-۰ | گل‌گهر سیرجان                     | ورزشگاه بهشتی، بوشهر   |
| ۱۴:۰۰            |               |      | چترنور · جلال‌نسب · سربالی · بهشت | داور: فاطمه اسکندرزاده |

| شنبه ۲۴ آذر ۱۴۰۳ | خاتون بم                    | ۰-۵ | ملوان بندرانزلی | ورزشگاه فجر، بم   |
| ۱۴:۰۰            | جعفری‌زاده · قنبری · حمودی · |     |                 | داور: مهناز ذکایی |

| شنبه ۲۴ آذر ۱۴۰۳ | طلایی طاران البرز | ۰-۱ | پالایش گاز ایلام | ورزشگاه انقلاب، کرج |
| ۱۴:۰۰            | سمیه خرمی ·       |     |                  | داور: فاطمه نصیری   |

| شنبه ۲۴ آذر ۱۴۰۳ | ایستا کردستان | ۱-۰ | سپاهان اصفهان |                 |
| ۱۴:۰۰            |               |     | نیکخواه       | داور: سحر بی‌باک |

#### هفته نهم
| میزبان           | نتیجه | مهمان            |
| ---------------- | ----- | ---------------- |
| پالایش گاز ایلام | ۴-۱   | خاتون بم         |
| گل‌گهر سیرجان     | ۱-۶   | تام اصفهان       |
| سپاهان اصفهان    | ۰-۴   | نماینده بوشهر    |
| آوا تهران        | ۰-۲   | طلایی‌طاران البرز |
| ملوان بندرانزلی  | ۲-۱   | ایستا کردستان    |

| جمعه ۳۰ آذر ۱۴۰۳ | پالایش گاز ایلام | ۴-۱ | خاتون بم      | ورزشگاه عدالت، ایلام |
| ۱۴:۰۰            | تارا مفروند      |     | قنبری · حمودی | داور: زهرا رئیسی     |

| جمعه ۳۰ آذر ۱۴۰۳ | گل‌گهر سیرجان                           | ۱-۶ | تام اصفهان      | ورزشگاه امام علی، سیرجان |
| ۱۴:۰۰            | بهشت · چترنور · سربالی · زهره عرفانی · |     | سمیه اسماعیلی · | داور: راحله پشابادی      |

| جمعه ۳۰ آذر ۱۴۰۳ | سپاهان اصفهان                        | ۰-۴ | نماینده بوشهر | ورزشگاه قدس، اصفهان |
| ۱۴:۰۰            | علیزاده · متولی · نیکخواه · تمریان · |     |               | داور: زهرا غیاثوند  |

| جمعه ۳۰ آذر ۱۴۰۳ | آوا تهران                 | ۰-۲ | طلایی طاران البرز | ورزشگاه کارگران، تهران |
| ۱۴:۰۰            | فاطمه رضایی · صبا شاکری · |     |                   | داور: زهره اسکندری     |

| جمعه ۳۰ آذر ۱۴۰۳ | ملوان بندرانزلی | ۲-۱ | ایستا کردستان | ورزشگاه سردار جنگل، رشت |
| ۱۴:۰۰            | قمی ·           |     | فاطمه شبان    | داور: الهه سینکایی      |

### دور برگشت بازی‌ها

##### نقل و انتقالات زمستانی
با اعلام روابط عمومی سازمان لیگ فوتبال ایران، تاریخ نقل و انتقالات زمستانی لیگ برتر فوتبال بانوان (نیم‌فصل) از اول آذر تا ۱۷ دی ماه ۱۴۰۳ بود.
| تیم پیشین     | بازیکن        | تیم جدید         |
| ------------- | ------------- | ---------------- |
| تام اصفهان    | هلاله عبدالهی | پالایش گاز ایلام |
| تام اصفهان    | مهناز رضازاده | آوا تهران        |
| تام اصفهان    | ریحانه کردی   | آوا تهران        |
| ایستا کردستان | سوینج سلیمانی | ملوان بندرانزلی  |

برنامه دور برگشت در روز ۲۸ آذر ۱۴۰۳ توسط سازمان لیگ فوتبال ایران اعلام شد.

#### هفته دهم
| میزبان           | نتیجه | مهمان            |
| ---------------- | ----- | ---------------- |
| آوا تهران        | ۲-۰   | خاتون بم         |
| گل‌گهر سیرجان     | ۲-۰   | سپاهان اصفهان    |
| ملوان بندرانزلی  | ۱-۴   | نماینده بوشهر    |
| تام اصفهان       | ۳-۰   | طلایی‌طاران البرز |
| پالایش گاز ایلام | ۳-۱   | ایستا کردستان    |

| جمعه ۱۴ دی ۱۴۰۳ | آوا تهران | ۲-۰ | خاتون بم       | ورزشگاه کارگران، تهران |
| ۱۳:۳۰           |           |     | حمودی · زندی · | داور: راحله پشابادی    |

| جمعه ۱۴ دی ۱۴۰۳ | گل‌گهر سیرجان | ۲-۰ | سپاهان اصفهان       | ورزشگاه امام علی، سیرجان |
| ۱۳:۳۰           |              |     | علیزاده · نیکخواه · | داور: مهناز ذکایی        |

| جمعه ۱۴ دی ۱۴۰۳ | ملوان بندرانزلی                      | ۱-۴ | نماینده بوشهر | سردار جنگل، رشت    |
| ۱۳:۳۰           | قمی · تانیا جهانشاهی · سوینج سلیمانی |     | زینب خلیلی    | داور: زهره اسکندری |

| جمعه ۱۴ دی ۱۴۰۳ | تام اصفهان | ۳-۰ | طلایی‌طاران البرز                       | ورزشگاه انقلاب، کرج |
| ۱۳:۳۰           |            |     | مهناز شاهمرادی · نگین نقدی · سمیه خرمی | داور: غزاله عاطفی   |

| جمعه ۱۴ دی ۱۴۰۳ | پالایش گاز ایلام | ۳-۱ | ایستا کردستان               | ورزشگاه ۲۲ گلان، سنندج |
| ۱۳:۳۰           | سانیا عباسی ·    |     | فاطمه شبان · موری · جلالی · | داور: درنا قهرمانی     |

#### هفته یازدهم
| میزبان           | نتیجه | مهمان            |
| ---------------- | ----- | ---------------- |
| خاتون بم         | ۱-۶   | تام اصفهان       |
| نماینده بوشهر    | ۱-۰   | پالایش گاز ایلام |
| سپاهان اصفهان    | ۰-۱   | ملوان بندرانزلی  |
| طلایی‌طاران البرز | ۱-۰   | گل‌گهر سیرجان     |
| ایستا کردستان    | ۱-۳   | آوا تهران        |

| جمعه ۲۱ دی ۱۴۰۳ | خاتون بم      | ۱-۶ | تام اصفهان      | ورزشگاه فجر، بم           |
| ۱۳:۳۰           | حمودی · قنبری |     | سمیه اسماعیلی · | داور: رجیهه رأفتی جوان‌بخت |

| جمعه ۲۱ دی ۱۴۰۳ | نماینده بوشهر | ۱-۰ | پالایش گاز ایلام | ورزشگاه بهشتی، بوشهر |
| ۱۳:۳۰           |               |     | طاهره آزادی ·    | داور: غزاله عاطفی    |

| جمعه ۲۱ دی ۱۴۰۳ | سپاهان اصفهان | ۰-۱ | ملوان بندرانزلی | ورزشگاه قدس، اصفهان |
| ۱۳:۳۰           | متولی         |     |                 | داور: راحله پشابادی |

| جمعه ۲۱ دی ۱۴۰۳ | طلایی‌طاران البرز | ۱-۰ | گل‌گهر سیرجان | ورزشگاه انقلاب، کرج |
| ۱۳:۳۰           |                  |     | بهشت         | داور: مهسا محمدجانی |

| جمعه ۲۱ دی ۱۴۰۳ | ایستا کردستان                  | ۱-۳ | آوا تهران | ورزشگاه ۲۲ گلان، سنندج |
| ۱۳:۳۰           | محدثه ذلفی · جلالی · روزبهان · |     | سپیده ولی | داور: فاطمه اسکندریان  |

#### هفته دوازدهم
| میزبان           | نتیجه | مهمان           |
| ---------------- | ----- | --------------- |
| پالایش گاز ایلام | ۳-۰   | سپاهان اصفهان   |
| آوا تهران        | ۰-۲   | نماینده بوشهر   |
| گل‌گهر سیرجان     | ۱-۲   | ملوان بندرانزلی |
| طلایی‌طاران البرز | ۵-۱   | خاتون بم        |
| تام اصفهان       | ۰-۰   | ایستا کردستان   |

| جمعه ۲۸ دی ۱۴۰۳ | پالایش گاز ایلام | ۳-۰ | سپاهان اصفهان                | ورزشگاه عدالت، ایلام |
| ۱۳:۳۰           |                  |     | نیکخواه · تمریان · علی‌زاده · | داور: زهره اسکندری   |

| جمعه ۲۸ دی ۱۴۰۳ | آوا تهران    | ۰-۲ | نماینده بوشهر | ورزشگاه کارگران، تهران |
| ۱۳:۳۰           | نیلوفر عظیمی |     |               | داور: الهه سینکایی     |

| جمعه ۲۸ دی ۱۴۰۳ | گل‌گهر سیرجان         | ۱-۲ | ملوان بندرانزلی | ورزشگاه امام علی، سیرجان |
| ۱۳:۳۰           | مائده بی‌رنگ · بهشت · |     | قمی ·           | داور: غزاله عاطفی        |

| جمعه ۲۸ دی ۱۴۰۳ | طلایی‌طاران البرز | ۵-۱ | خاتون بم                               | ورزشگاه انقلاب، کرج |
| ۱۳:۳۰           | صفورا جعفری ·    |     | زندی · حمودی · فاطمه پسندیده · قنبری · | داور: مائده جعفری   |

| جمعه ۲۸ دی ۱۴۰۳ | تام اصفهان | ۰-۰ | ایستا کردستان | ورزشگاه رجب‌زاده، اصفهان |
| ۱۳:۳۰           |            |     |               | داور: زهرا غیاثوند      |

#### هفته سیزدهم
| میزبان          | نتیجه | مهمان            |
| --------------- | ----- | ---------------- |
| سپاهان اصفهان   | ۰-۴   | آوا تهران        |
| خاتون بم        | ۰-۳   | گل‌گهر سیرجان     |
| نماینده بوشهر   | ۳-۰   | تام اصفهان       |
| ملوان بندرانزلی | ۰-۱   | پالایش گاز ایلام |
| ایستا کردستان   | ۱-۲   | طلایی‌طاران البرز |

| جمعه ۵ بهمن ۱۴۰۳ | سپاهان اصفهان                                   | ۰-۴ | آوا تهران | ورزشگاه قدس، اصفهان |
| ۱۳:۳۰            | طناز غضنفرپور · دباغی · علیزاده · نازنین مردانی |     |           | داور: درنا قهرمانی  |

| جمعه ۵ بهمن ۱۴۰۳ | خاتون بم            | ۰-۳ | گل‌گهر سیرجان | ورزشگاه فجر، بم    |
| ۱۳:۳۰            | قنبری · نگین نقدی · |     |              | داور: الهه سینکایی |

| جمعه ۵ بهمن ۱۴۰۳ | نماینده بوشهر | ۳-۰ | تام اصفهان                   | ورزشگاه بهشتی، بوشهر |
| ۱۳:۳۰            |               |     | سمیه اسماعیلی · سحر رمضانی · | داور: مینا کاظم‌پور   |

| جمعه ۵ بهمن ۱۴۰۳ | ملوان بندرانزلی | ۰-۱ | پالایش گاز ایلام | ورزشگاه سردار جنگل، رشت |
| ۱۳:۳۰            | پروین فرهادی ·  |     |                  | داور: مهسا محمدجانی     |

| جمعه ۵ بهمن ۱۴۰۳ | ایستا کردستان | ۱-۲ | طلایی‌طاران البرز | ورزشگاه ۲۲ گلان سنندج |
| ۱۳:۳۰            | محدثه ذلفی ·  |     | فاطمه بهرام‌پور · | داور: سلاله جوادی     |

#### هفته چهاردهم
| میزبان           | نتیجه | مهمان           |
| ---------------- | ----- | --------------- |
| تام اصفهان       | ۲-۰   | سپاهان اصفهان   |
| پالایش گاز ایلام | ۰-۰   | گل‌گهر سیرجان    |
| آوا تهران        | ۱-۰   | ملوان بندرانزلی |
| طلایی‌طاران البرز | ۰-۶   | نماینده بوشهر   |
| خاتون بم         | ۱-۵   | ایستا کردستان   |

| جمعه ۱۲ بهمن ۱۴۰۳ | تام اصفهان       | ۲-۰ | سپاهان اصفهان    | ورزشگاه تختی، اصفهان |
| ۱۳:۳۰             | سمیه اسماعیلی '۶ |     | متولی · فرهمند · | داور: سحر بی‌باک      |

| جمعه ۱۲ بهمن ۱۴۰۳ | پالایش گاز ایلام | ۰-۰ | گل‌گهر سیرجان | ورزشگاه عدالت، ایلام |
| ۱۳:۳۰             |                  |     |              | داور: راحله پشابادی  |

| جمعه ۱۲ بهمن ۱۴۰۳ | آوا تهران | ۱-۰ | ملوان بندرانزلی | ورزشگاه کارگران، تهران |
| ۱۳:۳۰             |           |     | قمی ·           | داور: وجیهه رأفتی      |

| جمعه ۱۲ بهمن ۱۴۰۳ | طلایی‌طاران البرز                                      | ۰-۶ | نماینده بوشهر | ورزشگاه انقلاب، کرج |
| ۱۳:۳۰             | تینا جهانشاهی · سمیه خرمی · فاطمه رضایی · نرگس خانی · |     |               | داور: مهسا محمدجانی |

| جمعه ۱۲ بهمن ۱۴۰۳ | خاتون بم          | ۱-۵        | ایستا کردستان | ورزشگاه فجر، بم   |
| ۱۳:۳۰             | قنبری · گرائیلی · | صدا و سیما | سمانه قاشیه · | داور: فاطمه نصیری |

#### هفته پانزدهم
| میزبان           | نتیجه | مهمان            |
| ---------------- | ----- | ---------------- |
| پالایش گاز ایلام | ۱-۱   | آوا تهران        |
| نماینده بوشهر    | ۶-۰   | خاتون بم         |
| ملوان بندرانزلی  | ۰-۱   | تام اصفهان       |
| سپاهان اصفهان    | ۰-۱   | طلایی‌طاران البرز |
| گل‌گهر سیرجان     | ۱-۱   | ایستا کردستان    |

| ۱۹ بهمن ۱۴۰۳ | پالایش گاز ایلام | ۱-۱    | آوا تهران | ورزشگاه عدالت، ایلام |
| ۱۳:۳۰        | وجیهه ژاله ۹+۹۰' | ورزش ۳ | هزارجریبی | داور: غزاله عاطفی    |

| ۱۹ بهمن ۱۴۰۳ | نماینده بوشهر | ۶-۰              | خاتون بم                                 | ورزشگاه بهشتی، بوشهر      |
| ۱۳:۳۰        |               | ورزش ۳ فوتبالدخت | دیدار · قنبری · گرائیلی · طاهره پیروزی · | داور: وجیهه رأفتی جوان‌بخت |

| ۲۰ بهمن ۱۴۰۳ | ملوان بندرانزلی | ۰-۱ | تام اصفهان | ورزشگاه سردار جنگل، رشت |
| ۱۱:۰۰        | منصوری          |     |            | داور: مائده جعفری       |

| ۱۹ بهمن ۱۴۰۳ | سپاهان اصفهان | ۰-۱    | طلایی‌طاران البرز | ورزشگاه قدس، اصفهان |
| ۱۳:۳۰        | متولی         | ورزش ۳ |                  | داور: زهرا غیاثوند  |

| ۱۹ بهمن ۱۴۰۳ | گل‌گهر سیرجان   | ۱-۱                 | ایستا کردستان  | ورزشگاه امام علی، سیرجان |
| ۱۳:۳۰        | کیمیا رحیمی‌نیا | ورزش ۳ گزارش ورزش ۳ | ۴۵' فاطمه شبان | داور: سحر بی‌باک          |

#### هفته شانزدهم
| میزبان           | نتیجه | مهمان            |
| ---------------- | ----- | ---------------- |
| تام اصفهان       | ۲-۲   | پالایش گاز ایلام |
| خاتون بم         | ۰-۲   | سپاهان اصفهان    |
| آوا تهران        | ۲-۰   | گل‌گهر سیرجان     |
| طلایی‌طاران البرز | ۰-۱   | ملوان بندرانزلی  |
| ایستا کردستان    | ۰-۳   | نماینده بوشهر    |

| ۲۶ بهمن ۱۴۰۳ | تام اصفهان | ۲-۲ | پالایش گاز ایلام | ورزشگاه تختی، اصفهان      |
| ۱۳:۳۰        |            |     |                  | داور: وجیهه رأفتی جوان‌بخت |

| ۲۶ بهمن ۱۴۰۳ | خاتون بم      | ۰-۲ | سپاهان اصفهان | ورزشگاه فجر، بم    |
| ۱۳:۳۰        | قنبری · حمودی |     |               | داور: الهه سینکایی |

| ۲۶ بهمن ۱۴۰۳ | آوا تهران | ۲-۰   | گل‌گهر سیرجان | ورزشگاه کارگران، تهران |
| ۱۳:۳۰        |           | گزارش | چترنور       | داور: مائده جعفری      |

| ۲۶ بهمن ۱۴۰۳ | طلایی‌طاران البرز | ۰-۱ | ملوان بندرانزلی | ورزشگاه انقلاب، کرج |
| ۱۳:۳۰        |                  |     |                 | داور: زهره اسکندری  |

| ۲۶ بهمن ۱۴۰۳ | ایستا کردستان | ۰-۳ | نماینده بوشهر | ورزشگاه ۲۲ گلان، سنندج |
| انضباطی      |               |     |               | داور: درنا قهرمانی     |

#### هفته هفدهم
| میزبان           | نتیجه | مهمان                 |
| ---------------- | ----- | --------------------- |
| آوا تهران        | ۲-۱   | تام اصفهان            |
| گل‌گهر سیرجان     | ۳-۰   | ستارگان سلیمی تنگستان |
| ملوان بندرانزلی  | ۰-۲   | خاتون بم              |
| پالایش گاز ایلام | ۱-۱   | طلایی‌طاران البرز      |
| سپاهان اصفهان    | ۱-۱   | ایستا کردستان         |

| ۲ اسفند ۱۴۰۳ | آوا تهران | ۱-۲ | تام اصفهان | ورزشگاه کارگران، تهران |
| ۱۳:۳۰        |           |     |            | داور: الهه سینکایی     |

| ۲ اسفند ۱۴۰۳ | گل‌گهر سیرجان | ۰-۳ | ستارگان سلیمی تنگستان | ورزشگاه امام علی، سیرجان |
| ۱۳:۳۰        |              |     |                       |                          |

| ۲ اسفند ۱۴۰۳ | ملوان بندرانزلی | ۰-۲ | خاتون بم | ورزشگاه سردار جنگل، رشت |
| ۱۳:۳۰        |                 |     |          | داور: فاطمه نصیری       |

| ۲ اسفند ۱۴۰۳ | پالایش گاز ایلام | ۱-۱ | طلایی‌طاران البرز | ورزشگاه عدالت، ایلام |
| ۱۳:۳۰        |                  |     |                  | داور: سحر بی‌باک      |

| ۲ اسفند ۱۴۰۳ | سپاهان اصفهان | ۱-۱ | ایستا کردستان | ورزشگاه قدس، اصفهان |
| ۱۳:۳۰        |               |     |               | داور: مائده جعفری   |

#### هفته هجدهم
| میزبان                | نتیجه | مهمان            |
| --------------------- | ----- | ---------------- |
| خاتون بم              | ۲-۱   | پالایش گاز ایلام |
| تام اصفهان            | ۲-۲   | گل‌گهر سیرجان     |
| ستارگان سلیمی تنگستان | ۰-۳   | سپاهان اصفهان    |
| آوا تهران             | ۲-۱   | طلایی‌طاران البرز |
| ایستا کردستان         | ۵-۱   | ملوان بندرانزلی  |

| ۱۰ اسفند ۱۴۰۳ | خاتون بم | ۱-۲ | پالایش گاز ایلام | ورزشگاه فجر، بم |
| ۱۳:۳۰         |          |     |                  |                 |

| ۱۰ اسفند ۱۴۰۳ | تام اصفهان | ۲-۲ | گل‌گهر سیرجان | ورزشگاه قدس، اصفهان |
| ۱۳:۳۰         |            |     |              |                     |

| ۱۰ اسفند ۱۴۰۳ | ستارگان سلیمی تنگستان | ۳-۰ | سپاهان اصفهان | ورزشگاه بهشتی، بوشهر |
| ۱۳:۳۰         |                       |     |               |                      |

| ۱۰ اسفند ۱۴۰۳ | طلایی‌طاران البرز | ۱-۲ | آوا تهران | ورزشگاه انقلاب، کرج |
| ۱۳:۳۰         |                  |     |           |                     |

| ۱۰ اسفند ۱۴۰۳ | ایستا کردستان | v   | ملوان بندرانزلی | ورزشگاه ۲۲ گلان، سنندج |
| ۱۳:۳۰         |               | ۱-۵ |                 |                        |

## جدول گلزنان
براساس حکم کمیته انضباطی فدراسیون فوتبال، دیدار هفته‌ی اول بین دو تیم ملوان بندرانزلی و نماینده بوشهر به دلیل تخلف نماینده بوشهر، ۳-۰ به سود ملوان اعلام شد.

۲۳۳ گل  در ۷۵ مسابقه به ثمر رسیده است که به‌طور میانگین برابر است با ۳٫۱۱ گل به ازای هر مسابقه (تا تاریخ ۲۰ بهمن ۱۴۰۳).
۲۲ گل
- زهرا قنبری (خاتون بم)

۱۴ گل
- افسانه چترنور (گل‌گهر سیرجان)

۱۳ گل
- مونا حمودی (خاتون بم)

۹ گل
- فروغ موری (ایستا کردستان)

۸ گل
- شبنم بهشت (گل‌گهر سیرجان)
- سمیه اسماعیلی (تام اصفهان)
- فاطمه شبان (ایستا کردستان)

۷ گل
- نگین زندی (خاتون بم)
- سارا دیدار (خاتون بم)

۶ گل
- ‌ زهرا علیزاده (سپاهان اصفهان)

۵ گل
- سمیه خرمی (طلایی‌طاران البرز)
- مرضیه نیکخواه (سپاهان اصفهان)
- سارا قمی (ملوان بندرانزلی)
- ملیکا متولی (سپاهان اصفهان)

۴ گل
- رقیه جلال‌نسب (گل‌گهر سیرجان)
- روژین تمریان (سپاهان اصفهان)
- هاجر دباغی (سپاهان اصفهان)
- محدثه زلفی (ایستا کردستان)
- فاطمه گرائیلی (خاتون بم)

۳ گل
- فاطمه مخدومی (ایستا کردستان)
- زهره جلالی (ایستا کردستان)
- تینا جهانشاهی (طلایی‌طاران البرز)
- شقایق روزبهان (ایستا کردستان)
- فاطمه رضایی (آوا تهران)
- زهرا سربالی (گل‌گهر سیرجان)

۲ گل
- نرگس سبکتکین (ملوان بندرانزلی)
- زهرا حاتم‌نژاد (پالایش‌گاز ایلام)
- فهیمه ارزانی (ایستا کردستان)
- صفورا جعفری (طلایی‌طاران البرز)
- شهناز جعفری‌زاده (خاتون بم)
- مریم دینی (خاتون بم)
- سحر رمضانی (تام اصفهان)
- نیلوفر عظیمی (آوا تهران)
- پروین فرهادی (ملوان بندرانزلی)
- الهام فرهمند (سپاهان اصفهان)
- سمانه قاشیه (ایستا کردستان)
- نگین نقدی (طلایی‌طاران البرز)
- طاهره پیروزی	(خاتون بم)

۱ گل
- هدیه هزارجریبی (آوا تهران)
- مریم اباذری (نماینده بوشهر)
- حدیث بساط‌شیر (گل‌گهر سیرجان)
- طاهره آزادی (پالایش‌گاز ایلام)
- فاطمه بهرام‌پور (طلایی‌طاران البرز)
- مائده بی‌رنگ (گل‌گهر سیرجان)
- فاطمه پسندیده (خاتون بم)
- روناک جعفرزاده (پالایش‌گاز ایلام)
- تانیا جهانشاهی (ملوان بندرانزلی)
- نرگس خانی (طلایی‌طاران البرز)
- زینب خلیلی (نماینده بوشهر)
- فاطمه رضایی (طلایی‌طاران البرز)
- مریم رهیده (ملوان بندرانزلی)
- سوینج سلیمانی (ملوان بندرانزلی)
- صبا شاکری (آوا تهران)
- مهناز شاهمرادی (طلایی‌طاران البرز)
- ‌ سارا ظهرابی‌نیا (تام اصفهان)
- الهه عباسی (تام اصفهان)
- پانیا عباسی (پالایش‌گاز ایلام)
- زهره عرفانی (گل‌گهر سیرجان)
- هانیه علیمردانی (تام اصفهان)
- طناز غصنفرپور (سپاهان اصفهان)
- هستی فروزنده (گل‌گهر سیرجان)
- سمیه فیضی (پالایش‌گاز ایلام)
- مرضیه فیضی (تام اصفهان)
- سمانه قمری (آوا تهران)
- کیمیا کافی (طلایی‌طاران البرز)
- ریحانه کردی (تام اصفهان)
- نازنین مردانی (سپاهان اصفهان)
- سیده‌زهرا معصومی (طلایی‌طاران البرز)
- لیلا معلم (نماینده بوشهر)
- تارا مفروند (پالایش‌گاز ایلام)
- نازنین‌زهرا منصور وارث (ملوان بندرانزلی)
- فاطمه یوسفی (پالایش‌گاز ایلام)
- کیمیا رحیمی‌نیا (گل‌گهر سیرجان)
- وجیهه ژاله (پالایش‌گاز ایلام)